# هيجيسياس القوريني
هيجيسياس (اليونانية: Ἡγησίας؛ 290 قبل الميلاد) من قورينة كان فيلسوفًا قورينا. لقد جادل بأن اليودايمونيا (السعادة) من المستحيل تحقيقها، وأن هدف الحياة يجب أن يكون تجنب الألم والأسف. القيم التقليدية مثل الثروة والفقر والحرية والعبودية كلها غير مبالية ولا تنتج متعة أكثر من الألم. يدعي شيشرون أن هيجيسياس كتب كتابًا بعنوان ἀποκαρτερῶν (الموت جوعًا)، والذي أقنع الكثير من الناس بأن الموت أفضل من الحياة، مما أدى إلى منع هيجيسياس من التدريس في الإسكندرية. ويعتقد البعض أن هيجيسياس تأثر بالتعاليم البوذية.